# Spangereids kommun
Spangereids kommun (norska: Spangereid kommune) var en kommun i Vest-Agder fylke i södra Norge. Kommunen omfattade den sydvästra delen av nuvarande Lindesnes kommun (Spangereids socken, inklusive halvön Lindesnes) samt ett område i den södra delen av nuvarande Lyngdals kommun (Gitlevågsområdet). Tätorten Spangereid (Høllen) utgjorde kommunens centralort.

## Administrativ historik
Spangereids kommun upprättades den 1 januari 1899 genom utbrytning ur Sør-Audnedals kommun. Kommunen hade 1 734 invånare vid upprättandet.
Den 1 januari 1963 överfördes ett bebott område (Gitlevågsområdet med 103 invånare) från Spangereids kommun till Lyngdals kommun.
Den 1 januari 1964 gick den återstående delen av Spangereids kommun, tillsammans med kommunerna Sør-Audnedal och Vigmostad, upp i den då nybildade Lindesnes kommun. Kommunens hade då 899 invånare.